# Rhododendron pudorosum
Rhododendron pudorosum är en ljungväxtart som beskrevs av John Macqueen Cowan. Rhododendron pudorosum ingår i släktet rododendron, och familjen ljungväxter. Inga underarter finns listade i Catalogue of Life.